# شمس أباد (شمس أباد)
شمس أباد (بالفارسية: شمس‌آباد) هي منطقة سكنية تقع في إيران في Shamsabad Rural District. يقدر عدد سكانها بـ 76 نسمة .